# Friedrich Ernst zu Innhausen und Knyphausen

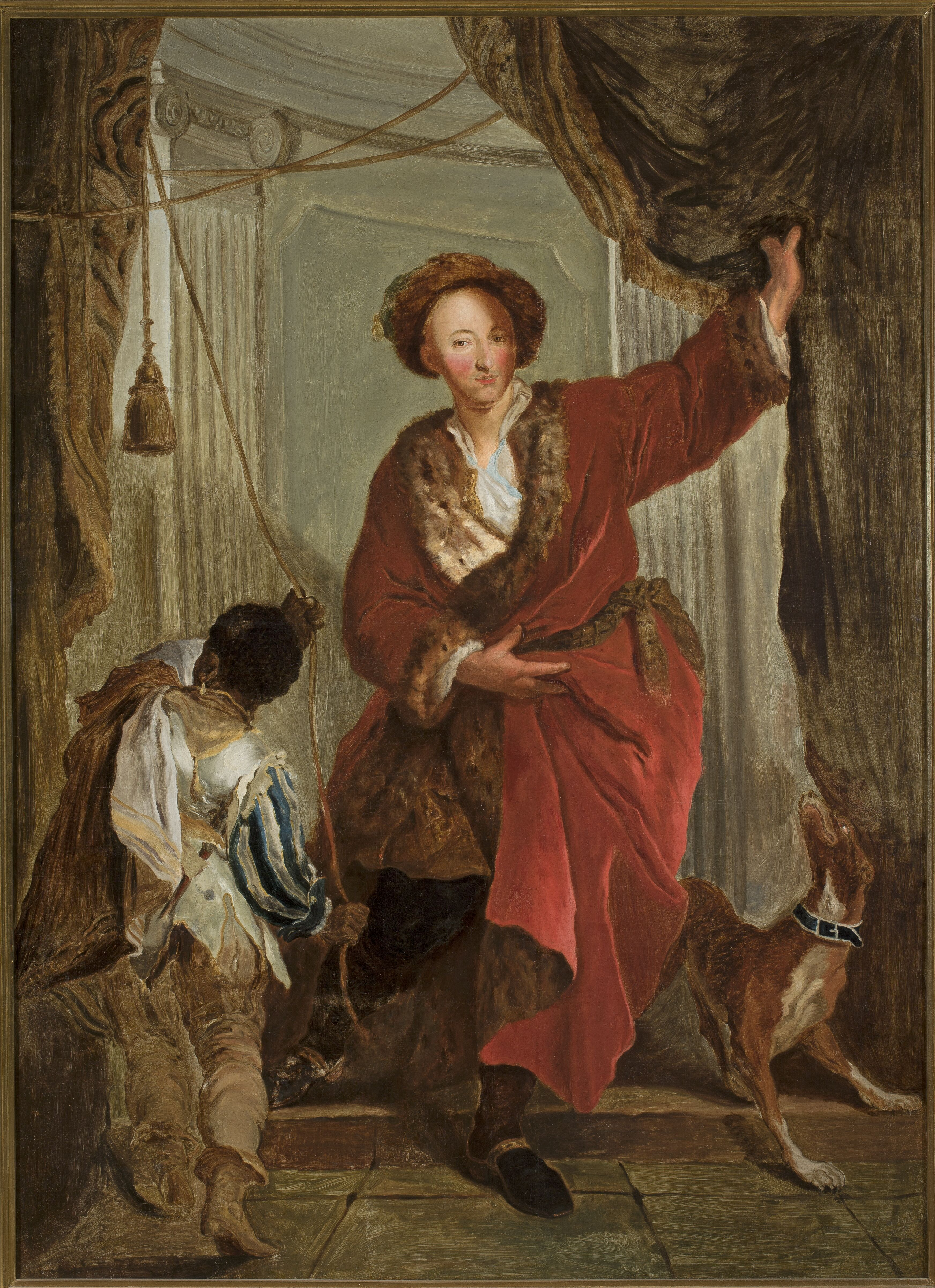
Antoine Pesne, Friedrich Ernst zu Innhausen und Knyphausen, Skizze des 1893 im Schloss Lütetsburg verbrannten Originals, 1707, Nationalmuseum Warschau

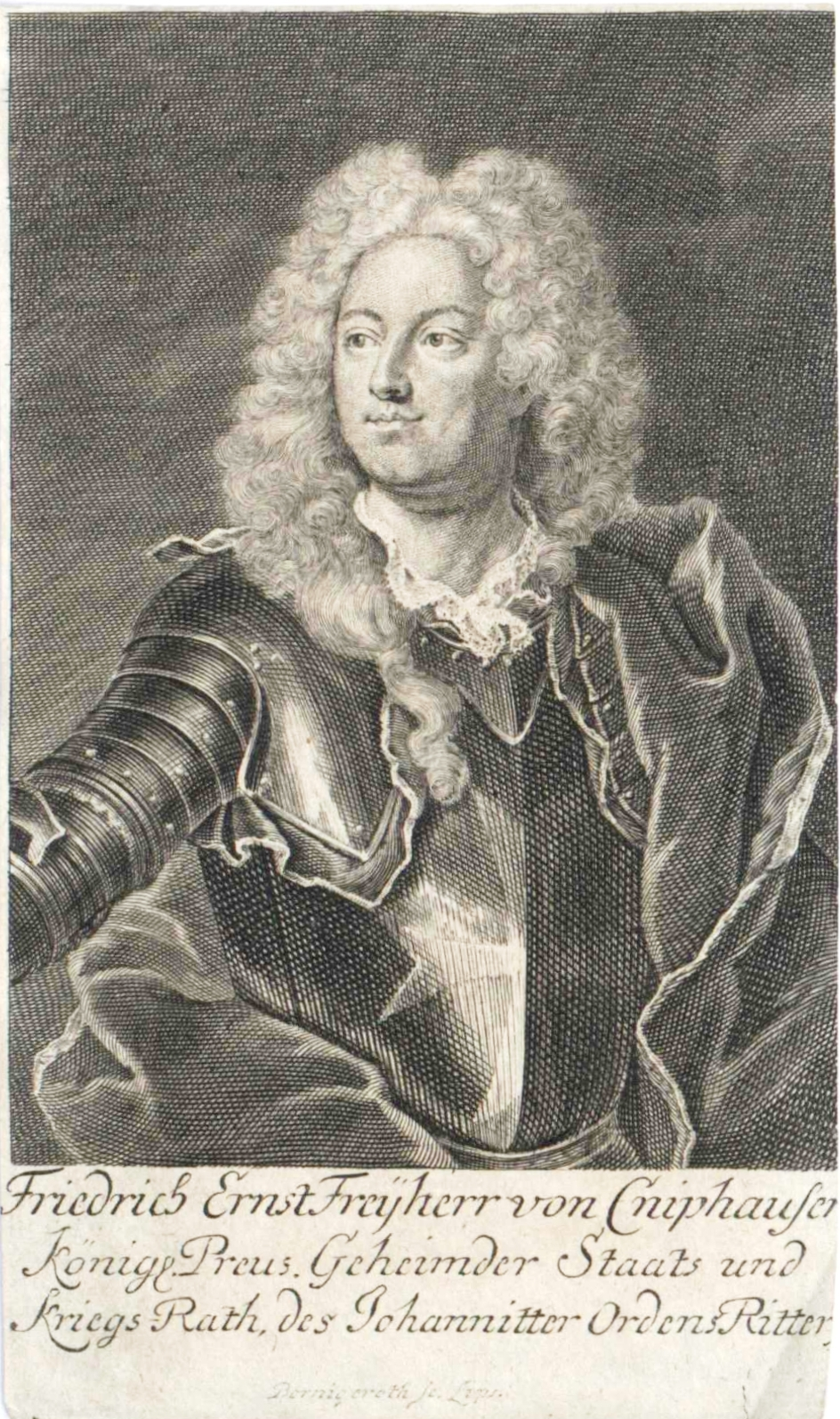
Friedrich Ernst Freiherr von Cniphausen, Stich von Martin Bernigeroth (1728)

Friedrich Ernst Freiherr zu Innhausen und Knyphausen (* 11. August 1678; † 4. April 1731) war ein preußischer Kammerherr unter König Friedrich Wilhelm I.

## Leben
Er war Präsident der Brandenburgisch-Afrikanischen Compagnie sowie Kommandeur des Marinebataillons. Zudem war er Amtshauptmann von Fürstenwalde sowie Erbherr der Herrlichkeit Jennelt und Visquard und zeitweise Ministerresident beim Niederrheinisch-Westfälischen Reichskreis. Im Jahr 1711 war er außerordentlicher Gesandter in Kopenhagen. Zuvor
war er Gesandter an verschiedenen europäischen Höfen: Spanien, in Wien bei Kaiser Karl VI., Frankreich, Russland und Dänemark.

## Familie
Seine Eltern waren der preußische Geheimrat Dodo zu Innhausen und Knyphausen (1641–1698) und dessen Ehefrau Hedwig Orianna von Frydag (1648–1694).
Er war mit Charlotte von Ilgen (1702–1751), Tochter von Minister Heinrich Rüdiger von Ilgen verheiratet. Das Paar hatte folgende Kinder:
- Dodo Heinrich (* 2. Juli 1717; † 16. Juli 1719)
- Tido Friedrich (* 28. Januar 1719; † 1780) ging nach Batavia[2]
- Oriana Luise (* 20. März 1721; † 7. Oktober 1791) ⚭ Peter Karl Christoph von Keith (* 24. Mai 1711; † 27. Dezember 1756)
- Hedwig Charlotte (* 20. Mai 1722; † 15. November 1804) ⚭ George Friedrich von Broecker (* 1727; † 31. Januar 1791) Präsident des Hofgerichts zu Cöslin
- Hyma Maria (* 15. Mai 1724;[3] † 15. Mai 1796) ⚭ 1752 Graf Ewald Friedrich von Hertzberg (1725–1795)
- Eva Henriette (* 24. Juli 1725; † 14. Januar 1776) ⚭ 1752 Alexander Rudolf von Rothenburg  (* 22. September 1729; † 1791)[4]
- Anna Friederike (* 10. September 1727)
- Dodo Heinrich (* 3. August 1729; † 31. Mai 1789) preußischer Gesandter in Paris ⚭ Sophie Friederike von Wreech (* 27. Mai 1732; † 19. Juni 1784) Tochter von Adam Friedrich von Wreech (1689–1746)
- Friedrich Ernst (* 28. März 1731; † 30. Mai 1788)